# Synduality
Synduality (gestileerd als SYNDUALITY) is een Japanse anime- en mangaserie van Bandai Namco.
De 24-delige animeserie onder de titel Synduality: Noir was te zien van 11 juni 2023 tot 26 maart 2024 op TV Tokyo. Daarnaast is er een mangaserie onder de titel Synduality: Ellie gepubliceerd van 27 juli 2023 tot 25 oktober 2024 in het tijdschrift Monthly Comic Alive. In september 2023 verscheen er ook een light novel die is geïllustreerd door Yō Midorikawa. Ten slotte heeft Bandai Namco Entertainment een computerspel uitgebracht op 23 januari 2025, onder de titel Synduality: Echo of Ada.

## Verhaal
Ruim honderd jaar geleden raakte een belangrijke weersatelliet defect door een wereldwijde storm op aarde. Deze storm verspreide het gif Blueschist en gaf aanleiding tot het ontstaan van misvormde en kwaadaardige wezens genaamd Enders.
Om te overleven bouwen de mensen een grote ondergrondse stad genaamd Amasia. In deze nieuwe schuilplaats wordt hard gewerkt aan een kunstmatige intelligentie genaamd Magus. Strijders gaan in robotpakken met hulp van Magus het gevecht aan. De Enders blijken echter niet eenvoudig uit te roeien.

## Personages
| Rol    | Stemacteur (seiyu) |
| ------ | ------------------ |
| Noir   | Aoi Koga           |
| Ciel   | Nagisa Aoyama      |
| Schnee | M.A.O.             |
| Kanata | Takeo Ōtsuka       |
| Tokio  | Yūsuke Kobayashi   |
| Mouton | Fuminori Komatsu   |